# Juimak
Juimak är en sjö i Arjeplogs kommun i Lappland och ingår i Skellefteälvens huvudavrinningsområde. Sjön har en area på 0,124 kvadratkilometer och ligger 650,4 meter över havet. Sjön avvattnas av vattendraget Riebnesströmmen. Vid provfiske har röding och öring fångats i sjön.

## Delavrinningsområde
Juimak ingår i det delavrinningsområde (739948-154518) som SMHI kallar för Utloppet av Svalenjak. Medelhöjden är 870 meter över havet och ytan är 11,9 kvadratkilometer. Räknas de 7 avrinningsområdena uppströms in blir den ackumulerade arean 158,83 kvadratkilometer. Riebnesströmmen som avvattnar avrinningsområdet har biflödesordning 2, vilket innebär att vattnet flödar genom totalt 2 vattendrag innan det når havet efter 358 kilometer. Avrinningsområdet består mestadels av skog (13 procent) och kalfjäll (80 procent). Avrinningsområdet har 0,81 kvadratkilometer vattenytor vilket ger det en sjöprocent på 6,8 procent.